# 曼苏尔别克·恰舍莫夫
曼苏尔别克·恰舍莫夫（1983年6月22日—）是一名乌兹别克斯坦举重运动员，身高1.72米。2010年，在广州亚运会中以372千克夺得男子85公斤级举重亚军。